# Prudence Carter
Prudence Carter es una socióloga estadounidense. Se desempeña como profesora Sarah and Joseph Jr. Dowling de Sociología en la Universidad Brown. Ha sido elegida presidenta de la Asociación Estadounidense de Sociología con efecto a partir de 2023.
Anteriormente se desempeñó como decana de la Escuela de Graduados en Educación de la Universidad de California en Berkeley, donde recibió el premio The Berkeley Citation en 2021. Es miembro de la Asociación Estadounidense de Investigación Educativa, miembro electo de la Academia Nacional de Educación.

## Biografía

### Primeros años
Tiene una licenciatura en economía y matemáticas aplicadas por la Universidad Brown, una maestría en educación y sociología del Teachers College de la Universidad de Columbia y una maestría y un doctorado en sociología por la Universidad de Columbia.

### Carrera
Era profesora asistente en el departamento de sociología de la Universidad de Harvard. Formó parte de la facultad de la Universidad de Stanford de 2007 a 2016. También se desempeñó como directora de la facultad del Centro John W. Gardner para la juventud y sus comunidades, y directora del Instituto de Investigación de Estudios Comparados sobre Raza y Etnia. De 2016 a 2021, fue decana de la Escuela de Graduados en Educación y Profesora de E.H. y Mary E. Pardee en la Universidad de California en Berkeley. Antes de dimitir como decana de GSE de UC Berkeley el 31 de julio de 2021, recibió la mención Berkeley. Actualmente es profesora Sarah y Joseph, Jr. Dowling de Sociología en la Universidad Brown.

## Publicaciones
- Keepin’ It Real: School Success beyond Black and White (2005) Oxford University Press ISBN 978-0-19532-523-2
- Stubborn Roots: Race, Culture, and Inequality in U.S. & South African Schools (2012) Oxford University Press ISBN 978-0-19989-965-4
- Coeditora con Kevin G. Welner de Closing the Opportunity Gap: What America Must Do to Give Every Child an Even Chance (2013) Oxford University Press ISBN 978-0-19998-299-8